# Tanz der Vampire (Musical)
Tanz der Vampire ist ein deutschsprachiges Musical in zwei Akten von Jim Steinman und Michael Kunze, eine gemeinsame Idee von Roman Polański, Andrew Braunsberg und Rudi Klausnitzer, basierend auf Roman Polańskis gleichnamigem Film von 1967. Das Musical wurde am 4. Oktober 1997 unter der Regie Polańskis in Wien am Raimund Theater uraufgeführt und war dort bis zum 15. Januar 2000 zu sehen.
Seitdem wurde das Musical in vielen europäischen Ländern sowie den Vereinigten Staaten von Amerika und Japan aufgeführt.

## Inhalt

### Prolog
Der verängstigte Student Alfred sucht im Schnee Transsilvaniens seinen Begleiter und Mentor Professor Abronsius. Dieser ist auf einer Forschungsmission, um seine Theorien über den Vampirismus vor jenen Misstrauischen in Königsberg zu beweisen. Völlig eingefroren findet Alfred ihn vor und trägt ihn fort.

### Erster Akt
In einem Gasthaus, wo man sich ihrer angenommen hat, finden die beiden einen ersten Hinweis auf Vampire: Knoblauch. Aber jeder bestreitet, an die Existenz von Vampiren zu glauben, und der Wirt, Chagal, streitet sogar ab, etwas von einem Schloss in der Nähe zu wissen.
Während Professor Abronsius weiter versucht, die Vampire ausfindig zu machen, verliebt sich Alfred in Sarah, die schöne Tochter des Wirtes. Aber der junge Student ist nicht der einzige, denn Graf von Krolock, ein Vampir, hat ebenfalls ein Auge auf die schöne Sarah geworfen und lockt sie in sein Schloss.
Sofort macht sich ihr Vater auf den Weg, sie zu retten, und wird selbst Opfer der Vampire. Professor Abronsius will den toten Chagal umgehend pfählen, um zu verhindern, dass er als Vampir wieder aufersteht und sich dem Grafen anschließt. Allerdings weigert sich dessen Frau Rebecca und wenig später erwacht der Wirt als Vampir. Schnell wird Magda, die an seiner vermeintlichen Leiche trauert, sein Opfer.
In der Nacht wollen Professor Abronsius und Alfred das zuvor fehlgeschlagene Pfählen des ehemaligen Wirtes vollenden, merken jedoch, dass er bereits ein Vampir ist. Allerdings können sie Chagal überreden, sie zum Schloss des Grafen von Krolock zu führen. Dieser empfängt sie und stellt sie seinem homosexuellen Sohn Herbert vor, der sofort in Alfred einen Menschen gefunden haben will, der ihm seine Langeweile nimmt. Der Graf überredet die beiden, über Nacht zu bleiben, indem er den Professor mit reichlich Studienmaterial lockt.

### Zweiter Akt
In der Nacht hat Alfred einen schrecklichen Albtraum, in dem er und Sarah von Krolock gebissen werden. Am nächsten Morgen ist für ihn klar: Er muss Sarah sofort finden. Doch Abronsius will erst einmal dem Vampirismus ein Ende setzen, und so machen sie sich auf die Suche nach der Familiengruft, um die beiden Vampire zu pfählen. Diese Mission wird jedoch zum Desaster: Beim Abstieg zur Gruft bleibt Professor Abronsius hängen und Alfred allein bringt es nicht übers Herz, die Untoten zu pfählen. Kurz danach treffen Chagal und Magda in der Gruft ein und haben durch gegenseitiges Aussaugen Gefallen daran gefunden, Vampire zu sein. Danach finden der Professor und Alfred eine große Bibliothek. Während der Professor die hunderttausend Bücher bewundert, hört Alfred Gesang. Er folgt der Stimme und findet Sarah beim Baden vor. Er versucht, sie zur gemeinsamen Flucht zu überreden, aber sie will wegen des Balls, der im Schloss stattfindet, bleiben.
In einem alten Buch „Ratgeber für Verliebte – Wie man ein Herz gewinnt“ sucht Alfred Hilfe, wie er seine Angebetete doch noch überzeugen kann, und geht ein zweites Mal zu ihr, findet aber Herbert im Badezimmer vor. Der beginnt die Jagd auf Alfred, und als Herbert siegreich seine Eckzähne in Alfreds Hals bohren will, gelingt es diesem gerade noch, ihm das Buch entgegenzuschieben, so dass sich die Zähne ins Buch hineinbohren. Abronsius befreit Alfred aus dieser misslichen Situation.
Nachts sammeln sich die geladenen Gäste, Artverwandte des Grafen, zum jährlichen Ball. Dabei beißt als Höhepunkt Graf von Krolock Sarah, die sich ihm hingibt.
Professor Abronsius und Alfred überwältigen zwei Ballgäste und ziehen sich deren Sachen an, um mit Sarah vom Schloss zu fliehen. So schleichen sie sich auf den Ball, um Sarah zu retten, müssen jedoch aus Gründen der Tarnung bei einem Tanz der Vampire mitmachen. Im Ballsaal ist ein Spiegel aufgestellt und da Vampire keine Spiegelbilder besitzen, werden Alfred und der Professor erkannt. Die drei schaffen es, mit zwei Armleuchtern ein Kreuz zu bilden. Dadurch gehen alle anwesenden Vampire zu Boden, und so können die drei endlich flüchten. Allein Krolocks Diener Koukol verfolgt sie, doch fällt er den Wölfen zum Opfer.
In der Wildnis ruhen sich Alfred, Sarah und Abronsius einen Moment aus. Während der Professor Notizen macht, träumen Alfred und Sarah von einem neuen, schönen Leben – aber dann sieht man Sarahs Vampirzähne, die sie in Alfreds Hals schlägt, so dass auch er zum Vampir wird. Damit triumphieren am Ende doch die Vampire und feiern dies mit einem Tanz der Vampire.

## Musikalische Hintergründe
Viele der Musikstücke oder Teile davon stammen aus früheren Werken von Jim Steinman:
- Eines der bekanntesten Lieder und wiederkehrendes Thema aus dem Musical, Totale Finsternis, entspricht dem Lied Total Eclipse of the Heart, mit dem Bonnie Tyler 1983 zahlreiche Hitparaden anführte. Totale Finsternis wurde im Sommer 2006 vom deutschen Musical- und Fernsehpublikum zum „Größten Musical-Hit aller Zeiten“ gewählt.
- Für das Lied des Grafen von Krolock Unstillbare Gier diente Objects in the Rear View Mirror May Appear Closer Than They Are von Meat Loafs Album Bat Out of Hell II: Back into Hell als Vorlage.
- Das Finale Der Tanz der Vampire stammt ursprünglich aus dem Soundtrack zu Straßen in Flammen, dort hieß das Stück Tonight Is what It Means to Be Young und wurde von Steinmans Projekt Fire Inc. interpretiert.
- Die Stücke Gott ist tot, Einladung zum Ball und Tanzsaal basieren auf dem Lied Original Sin, das erstmals auf dem gleichnamigen Album von Pandora’s Box erschien und 1994 von Taylor Dayne für den Soundtrack zum Kinofilm Shadow und der Fluch des Khan[2] sowie ein Jahr später von Meat Loaf für dessen Album Welcome to the Neighbourhood neu aufgenommen wurde.
- Das Stück Ewigkeit stammt aus Steinmans Musical Neverland und ist außerdem als Great Boleros of Fire (Live Intro) auf der Bat Out of Hell – 25th Anniversary Edition zu finden. Außerdem ist es als Godz auf Meat Loafs Album Braver than We Are zu finden.
- Vor dem Schloss entstammt ebenfalls Steinmans Musical Neverland und entspricht dem Titel City Night. Die Melodie der Gesangszeile (Denn liebst du dieses Leben, wird deine Liebe Leben sein) ist auch in Steinmans Left in the Dark auf dessen Album Bad For Good verarbeitet (später ebenfalls von Meat Loaf auf dem Album Welcome to the Neighbourhood verarbeitet, jedoch ohne die Melodie).
- Die Ouvertüre, die Einleitung des Musicals, entspricht dem Lied The Storm, welches des Öfteren in Produktionen von Steinman verwendet wird, z. B.:

- Das Original des Stückes ist in Steinmans Musical The Dream Engine zu finden, dort als reine E-Gitarrenversion.
- Erster Titel von Steinmans Soloalbum Bad for Good
- Auszug daraus als Beginn des zweiten Aktes von Steinmans und Andrew Lloyd Webbers Musical Whistle Down the Wind verwendet
- Intro von „Seize the Night“ aus Meat Loafs Album Bat Out of Hell III: The Monster Is Loose

- Das Gesangsintro von Carpe Noctem sowie das Stück Sink mit mir ins Meer der Zeit basieren auf dem Lied Come With Me, We Know Love aus Steinmans Musicals More than You Deserve und Neverland.
- Das schnelle Piano- und E-Gitarren-Intro von Carpe Noctem findet sich in Meat Loafs Version von Good Girls Go the Heaven (Bad Girls Go Everywhere) auf dem Album Bat Out of Hell II: Back Into Hell, nicht jedoch in dem Original auf dem Album Original Sin von Pandora’s Box.
- Der schnelle Piano- und E-Gitarren-Teil in der Mitte von Carpe Noctem taucht ursprünglich 1984 in dem Steinman-Song Nowhere Fast auf, der auf dem Album Streets of Fire – Original Motion Picture Soundtrack zu finden ist und von Fire Inc. interpretiert wird. Dieses Lied ist gleichzeitig das Eröffnungslied im Film Straßen in Flammen; dort wird es von Fire Inc. interpretiert. Es findet sich später auf Meat Loafs Album Bat Out of Hell II: Back Into Hell von 1993 und wird im Titellied Back Into Hell erneut zitiert.
- Das Stück Das Gebet bzw. Stärker als wir sind wurde dem Musical im Jahre 2000 für die Inszenierung in Stuttgart hinzugefügt und findet sich in Teilen von Going All the Way (A Song in 6 Movements) auf Meat Loafs Album Braver than We Are.
- Das Lied Fühl die Nacht (Carpe Noctem) erschien im Jahre 2006 als Seize the Night auf Meat Loafs Album Bat Out of Hell III: The Monster Is Loose, hierbei ist die Musical-Version jedoch das Original. Außerdem taucht es in Going All the Way (A Song in 6 Movements) auf Meat Loafs Album Braver than We Are auf.
- Der Teil An so einem Tag im Lied In der Gruft entspricht im Großen und Ganzen dem Song Who Needs the Young, der später auf Meat Loafs Album Braver than We Are erschien und zudem in Steinmans Musical Bat Out of Hell Verwendung findet.
- Das Lied Wenn Liebe in dir ist entspricht dem Lied Little Bombardier, das von David Bowie geschrieben wurde.
- Das Lied Tot zu sein ist komisch basiert auf einer Melodie aus dem Song Moonage Daydream von David Bowie
- Das Lied Für Sarah entspricht dem Lied Milady aus Jim Steinmans Musical The Confidence Man.
- Das Lied Draußen ist Freiheit borgt Elemente aus Something of This Masquerade May Follow, ebenfalls The Confidence Man, außerdem ist es als Going All the Way (A Song in 6 Movements) auf Meat Loafs Album Braver than We Are

## Szenenablauf
Anmerkung: Rollen, die mit stumm markiert wurden, tauchen zwar in den Szenen auf, haben aber keine Spracheinsätze.

### Erster Akt
- Ouvertüre, Orchester
- He ho he, Alfred
- Knoblauch, Rebecca, Magda, Chagal, Dorfbewohner
- Bitte, meine Herren, Alfred, Professor Abronsius, Chagal, Sarah (stumm)
- Eine schöne Tochter ist ein Segen, Chagal, Sarah (stumm)
- Nie geseh’n (Ein Mädchen, das so lächeln kann), Alfred, Sarah, Chagal, Rebecca, Magda, Professor Abronsius, Stimmen der Vampire
- Gott ist tot, Graf von Krolock, Sarah, Stimmen der Vampire
- Alles ist hell, Chagal, Rebecca, Magda, Koukol, Sarah (stumm)
- Wahrheit, Professor Abronsius, Alfred, Chagal, Magda, Rebecca, Sarah (stumm)
- Du bist wirklich sehr nett, Alfred, Sarah
- Einladung zum Ball, Graf von Krolock, Sarah (stumm)
- Chaos im Badezimmer (Übergang zu „Draußen ist Freiheit“), Sarah, Alfred, Professor Abronsius, Chagal, Rebecca, Koukol
- Draußen ist Freiheit, Sarah, Alfred
- Die roten Stiefel (ab der Deutschlandproduktion durch „Stärker als wir sind“ und „Das Gebet“ ersetzt), Sarah (stumm), Vampire (stumm)
- Stärker als wir sind (ab der Deutschlandproduktion zusammen mit „Das Gebet“ anstelle von „Die roten Stiefel“), Sarah, Graf von Krolock, Vampire (stumm)
- Das Gebet (ab der Deutschlandproduktion zusammen mit "Stärker als wir sind" anstelle von "Die roten Stiefel"), Sarah, Alfred, Graf von Krolock, Rebecca, Chagal, Magda, Dorfbewohner"
- Sarahs Flucht (Übergang zu „Trauer um Chagal“), Alfred, Sarah, Chagal, Rebecca
- Trauer um Chagal (Wuscha Buscha), Alfred, Professor Abronsius, Rebecca, Magda, Dorfbewohner, Chagal (stumm)
- Tot zu sein ist komisch, Magda, Chagal, Professor Abronsius, Alfred
- Durch die Wildnis zum Schloss, Chagal (stumm), Alfred (stumm), Professor Abronsius (stumm)
- Vor dem Schloss (Finale erster Akt), Alfred, Professor Abronsius, Graf von Krolock, Herbert, Vampire

### Zweiter Akt
- Entr'acte, Orchester
- Totale Finsternis, Graf von Krolock, Sarah, Ahnen des Grafen
- Carpe Noctem (Fühl die Nacht), Magda, Herbert, Nightmare-Vampire
- Ein perfekter Tag (Ein guter Tag), Koukol, Alfred, Professor Abronsius
- Für Sarah, (an dieser Stelle ab oder nach (?) Berliner Produktion von 2006) Alfred
- Die Gruft, Alfred, Professor Abronsius, Chagal, Magda, Koukol
- Bücher, Alfred, Professor Abronsius
- Badezimmer, Alfred, Sarah
- Für Sarah (an dieser Stelle bis zur Berliner Produktion von 2006), Alfred
- Noch mehr Bücher (Bücher Reprise), Alfred, Professor Abronsius
- Wenn Liebe in Dir ist, Herbert, Alfred, Professor Abronsius
- Sie irren Professor (He ho he Reprise), Graf von Krolock, Professor Abronsius, Alfred, Koukol (stumm, nur in der Urversion)
- Ewigkeit, Vampire
- Die unstillbare Gier, Graf von Krolock
- Sie haben Gefühle (Übergang zu „Tanzsaal“) (nur in wenigen Inszenierungen verwendet), Alfred, Professor Abronsius
- Tanzsaal, Graf von Krolock, Sarah, Alfred, Professor Abronsius, Herbert, Koukol, Vampire
- Flucht, Alfred (stumm), Sarah (stumm), Professor Abronsius (stumm), Koukol (stumm)
- Draußen ist Freiheit (Reprise), Sarah, Alfred, Professor Abronsius (stumm)
- Der Tanz der Vampire (Finale zweiter Akt), Professor Abronsius, Magda, Herbert, (Alfred, Sarah, Graf von Krolock, nur in der neuen Wiener Fassung von 2009 und der russischen von 2011, enthält „He,Ho,He“ Reprise (Professor)), Vampire

## Inszenierungen

### Österreich
Tanz der Vampire wurde vom 4. Oktober 1997 bis zum 15. Januar 2000 im Raimund Theater und vom 16. September 2009 bis zum 25. Juni 2011 und vom 30. September 2017 bis zum 27. Juni 2018 im Ronacher in Wien gespielt.
Steve Barton, der 2001 im Alter von 47 Jahren verstorben ist, kreierte die Hauptrolle des Grafen von Krolock, in welcher er in der Welt-Uraufführung am Raimund Theater in Wien vom Tag der Premiere am 4. Oktober 1997 bis zum 7. Januar 1999 auf der Bühne stand. Steve Barton bekam 1998 den IMAGE (International Musical Award Germany) als bester Darsteller des Grafen von Krolock verliehen. Im Jahr 1997 konnte Steve Barton in dieser Rolle sein 30-jähriges Bühnenjubiläum feiern. Tanz der Vampire war für ihn aber auch gleichzeitig das letzte Musical, in dem er in Österreich auf der Bühne stand. Von Januar 1999 bis Januar 2000 spielte Nicholas Savarine die Rolle des Grafen von Krolock.
Die Gesamtaufnahme der Wiener Produktion erschien 1998 auf einer Doppel-CD, ebenso wie eine Veröffentlichung mit den Höhepunkten des Stücks.
Aus Anlass des 10-jährigen Bühnenjubiläums kehrte Tanz der Vampire vom 3. bis zum 11. Februar 2007 für eine Woche in einer konzertanten Fassung in das Raimund Theater zurück. Neben Thomas Borchert in der Rolle des Grafen von Krolock waren Marjan Shaki und Lukas Perman als Sarah und Alfred auf der Bühne zu sehen. Gernot Kranner, welcher auch schon in der Wiener Originalproduktion vor zehn Jahren dabei war, gab abermals den Professor Abronsius.
Im September 2009 kehrte Tanz der Vampire mit dem Cast des Jubiläumskonzerts nach Wien zurück. Die Rolle des Grafen von Krolock übernahmen Thomas Borchert (09/2009 – 11/2010) und Drew Sarich (11/2010 – 06/2011).
Vom 30. September 2017 bis 27. Juni 2018 fand anlässlich des 20. Jubiläums die zweite Wiederaufnahme von Tanz der Vampire im Ronacher statt. Die Rolle des Grafen übernahmen Drew Sarich (09–11/2017 und 05–06/2018), Mark Seibert (11–12/2017 und 02–04/2018) und Thomas Borchert(01–02/2018). In dieser überarbeiteten Inszenierung wurden unter anderem Kostüme und Kulissen verändert. Außerdem wurden am Finale Veränderungen vorgenommen.
| Tanz der Vampire Österreich | Premierenbesetzung Uraufführung Wien (1997–1999) | Premierenbesetzung Wien (2009) | Premierenbesetzung Wien (2017) |
| --------------------------- | ------------------------------------------------ | ------------------------------ | ------------------------------ |
| Graf von Krolock            | Steve Barton                                     | Thomas Borchert                | Drew Sarich                    |
| Sarah                       | Cornelia Zenz, Misha Kovar                       | Marjan Shaki                   | Diana Schnierer                |
| Professor Abronsius         | Gernot Kranner                                   | Gernot Kranner                 | Sebastian Brandmeir            |
| Alfred                      | Aris Sas                                         | Lukas Perman                   | Raphael Groß                   |
| Chagal                      | James Sbano                                      | James Sbano                    | Nicolas Tenerani               |
| Rebecca                     | Anne Welte                                       | Katharina Dorian               | Dawn Bullock                   |
| Magda                       | Eva Maria Marold                                 | Anna Thorén                    | Marle Martens                  |
| Herbert                     | Nik Breidenbach                                  | Marc Liebisch                  | Charles Kreische               |
| Koukol                      | Torsten Flach                                    | Thomas Weissengruber           | Florian Resetarits             |

### Deutschland
Nach Spielzeiten in Stuttgart (Musical Hall – Apollo Theater) vom 31. März 2000 bis zum 30. August 2003, Hamburg (Theater Neue Flora) vom 7. Dezember 2003 bis zum 22. Januar 2006 und Berlin (Theater des Westens) vom 10. Dezember 2006 bis zum 30. März 2008 lief es vom 7. November 2008 bis zum 31. Januar 2010 im Oberhausener Metronom Theater am CentrO. Vom 25. Februar 2010 bis zum 16. Oktober 2011 kehrte das Musical nach Stuttgart ins Palladium Theater zurück. Vom 14. November 2011 bis zum 25. August 2013 wurde das Musical erneut im Theater des Westens in Berlin aufgeführt. Vom 24. April 2016 bis 17. März 2019 gastierte das Musical als Tournee mit kürzeren Spielzeiten in Berlin, München, Stuttgart, Hamburg und Köln.
Die Hauptrolle des Grafen von Krolock wurde in der ersten Deutschlandproduktion von Tanz der Vampire in Stuttgart von Kevin Tarte übernommen. Als alternierende Besetzung des Grafen standen Charles Fornara (2000–2002), Ian Jon Bourg (2002) und Michael Nicholson (2002–2003) auf der Bühne. Die Rolle des Alfred wurde mit Aris Sas (2000), Fritz-Schmid (2000–2001), Stefan Poslovski (2001–2002) und Frederik Wickerts (2002–2003) besetzt. Barbara Köhler verkörperte Sarah. Werner Bauer (2000–2001), Jens Jancke (2001–2002), Andreas Bühring (2002–2003) und Christian Paumgarten (2003) standen als Professor Abronsius auf der Bühne.
Ab Dezember 2003 wurde das Musical in Hamburg aufgeführt, wo zunächst Thomas Borchert den Grafen von Krolock verkörperte. Als alternierende Besetzung des Grafen von Krolock stand Felix Martin auf der Bühne. Im August 2005 verließ Thomas Borchert Tanz der Vampire. Sein Nachfolger als Erstbesetzung wurde wiederum Kevin Tarte (08/2005–01/2006). Sarah wurde von Jessica Kessler und Alfred von Frederik Wickerts verkörpert. Das Musical endete am 22. Januar 2006.
Vom 10. Dezember 2006 bis Ende März 2008 wurde Tanz der Vampire im Berliner Theater des Westens aufgeführt. Die Rolle des Grafen von Krolock übernahm auch hier wieder Thomas Borchert und DSDS-Gewinner Alexander Klaws feierte in der Rolle des Alfred sein Musical-Debüt. Lucy Scherer (2006–2007) und Katrin Löbbert (2007–2008) traten als Sarah auf. Veit Schäfermeier (2006–2007), Mathias Schlung (2007) und Jens Jancke (2007–2008) übernahmen die Rolle des Professors.
Am 7. November 2008 hatte Tanz der Vampire im Oberhausener Metronom Theater Premiere. Den Grafen von Krolock gab Jan Ammann und alterniert wurde er von Kevin Tarte. Nele-Liis Vaiksoo spielte die Wirtstochter. Tanz der Vampire Urgestein Gernot Kranner übernahm die Rolle des Professor Abronsius, bis er im Juni 2009 Oberhausen in Richtung Wien verließ, um dort in der Neuaufnahme von Tanz der Vampire wieder den kauzigen Professor Abronsius zu geben, wie bereits 1997. Christian Stadlhofer übernahm seinen Part in Oberhausen. Außerdem übernahm Krisha Dalke seit der Premiere in Oberhausen die Rolle des Alfred. Am 31. Januar 2010 feierte Tanz der Vampire sein Dernière in Oberhausen.
Anlässlich des 15-jährigen Musical-Jubiläums im SI-Centrum in Stuttgart konnte sich das Publikum eines der bis dato in Stuttgart gespielten Musicals per Voting zurückwünschen. Von den rund 25.000 abgegebenen Zuschauerstimmen entfielen die meisten auf Tanz der Vampire. Am 25. Februar 2010 feierte Tanz der Vampire daher im Stuttgarter Palladium Theater Premiere. Den Grafen spielten wieder Jan Ammann und alternierend Kevin Tarte. Den Part der Sarah übernahmen Lucy Scherer (02–03/2010) und Sabrina Auer (03/2010–10/2011). Christian Stadlhofer war als Abronsius und Krisha Dalke als Alfred zu sehen.

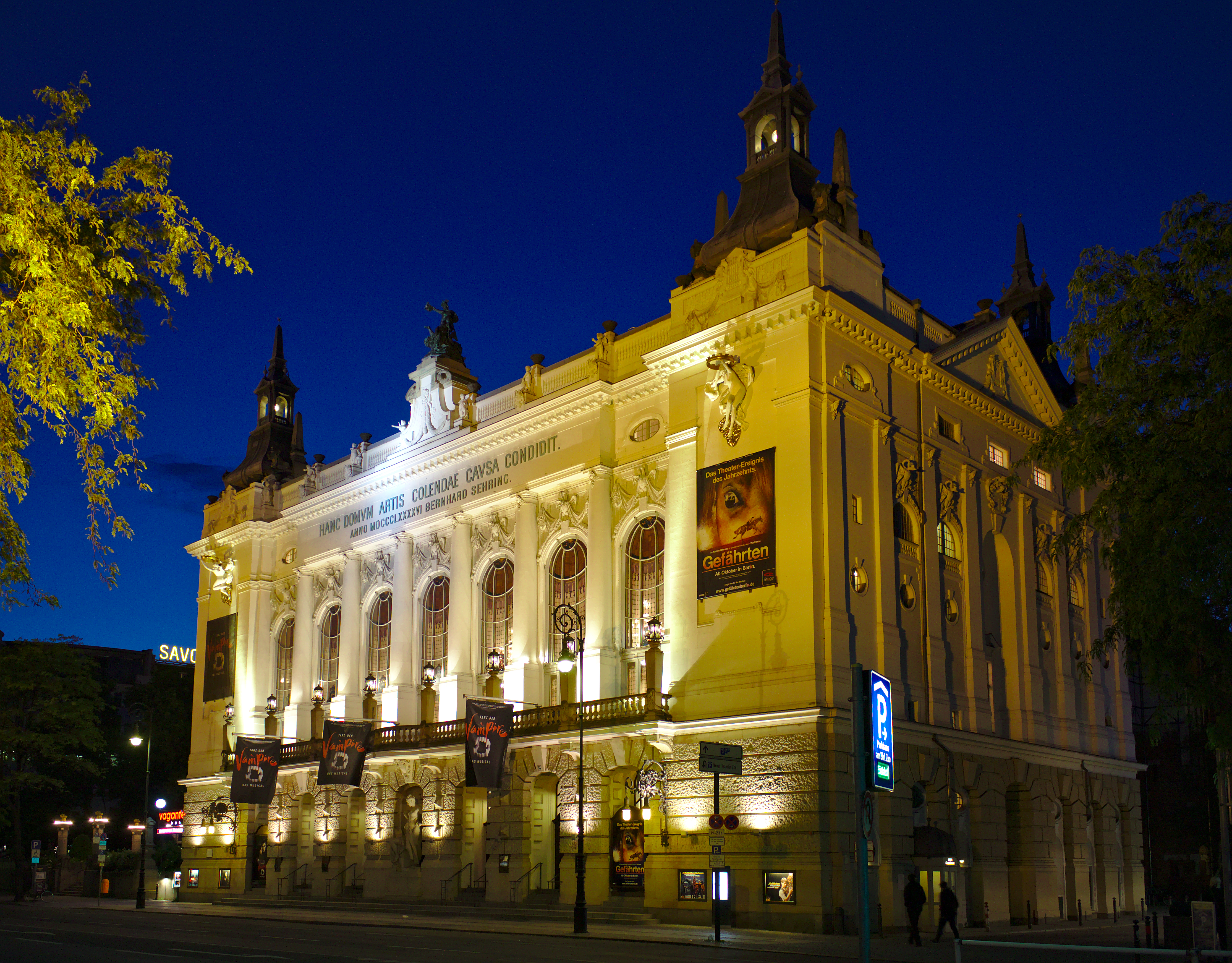
Theater des Westens: Spielstätte 2006–2008, 2011–2013, 2016 und 2018/2019

In Berlin feierte Tanz der Vampire am 14. November 2011 Wiederaufnahme. Als Graf von Krolock waren Drew Sarich (11/2011–01/2012), Kevin Tarte (02–05/2012), Thomas Borchert (05/2012–01/2013) und Iwan Oschogin (02–08/2013) im Einsatz. Die Rolle des Alfred wurde von Michael Heller und die Rolle des Professors von Veit Schäfermeier verkörpert. Die Rolle der Sarah wurde von Amelie Dobler (11/2011–01/2013) und Mercedesz Csampai (02–08/2013) gespielt. Kai Hüsgen war bis Juli 2012 in der Rolle des Chagal zu sehen, bis er von Jerzy Jeszke abgelöst wurde, welcher die Rolle bereits vorher in den deutschsprachigen Versionen verkörperte. Die Rolle der Rebecca wurde bis Ende Dezember 2012 von Barbara Raunegger gespielt, danach übernahm Anja Wessel diesen Part. Am 4. Oktober 2012 fand die Jubiläumsshow zum 15. Geburtstag von Tanz der Vampire statt, bei der drei Grafen (Thomas Borchert, Jan Ammann, Kevin Tarte), drei Sarahs (Amélie Dobler, Jessica Kessler, Marjan Shaki) und drei Professoren (Veit Schäfermeier, Jens Janke, Gernot Kranner) teilweise auch zeitgleich auf der Bühne standen. Das Musical spielte in Berlin bis zum 25. August 2013.
In Berlin feierte Tanz der Vampire als Tourneeproduktion am 24. April 2016 Wiederaufnahme. Bis zum 25. September 2016 wurde es am Theater des Westens aufgeführt. Die Rolle des Grafen von Krolock wurde während dieser Zeit von Mark Seibert (04–07/2016) und Jan Ammann (07–09/2016) übernommen. Im Anschluss erfolgte der Wechsel an das Deutsche Theater München, wo das Stück vom 5. Oktober 2016 bis 15. Januar 2017 aufgeführt wurde. Die Rolle des Grafen von Krolock wurde während der Münchener Spielzeit von Thomas Borchert (10–11/2016) und von Jan Ammann (11/2016–01/2017) übernommen. Vom 26. Januar 2017 bis 3. September 2017 kehrte Tanz der Vampire wieder ans Palladium Theater nach Stuttgart zurück. Während des Tourneestopps in Stuttgart wurde die Rolle des Grafen von Mathias Edenborn (01–04/2017), Jan Ammann (05/2017), Thomas Borchert (06–07/2017), Mark Seibert (07/2017) und wieder Mathias Edenborn (08–09/2017) übernommen. Während der Hamburger Spielzeit vom 17. September 2017 bis 28. Januar 2018 übernahmen Mathias Edenborn (09–10/2017), Jan Ammann (10–11/2017), Kevin Tarte im Dezember für zwölf Tage und David Arnsperger (12/2017–01/2018) die Rolle des Grafen. Vom 14. Februar bis 29. September 2018 lief es im Musical Dome in Köln. Die Rolle des Grafen übernahmen David Arnsperger (02–06/2018), Iwan Oschogin (07–09/2018) und Mark Seibert (09/2018). Vom 21. Oktober 2018 bis 17. März 2019 spielte das Musical wieder in Berlin. Die Grafenrolle übernahmen Filippo Strocchi (10–12/2018), Jan Kříž (12/2018–01/2019) und Thomas Borchert (01–03/2019). Die Tour-Produktion von Tanz der Vampire wurde bei den Musical1 Musicalwahlen 2016 und erneut 2018 auf den 1. Platz in der Kategorie Beliebtestes Tour-Musical gewählt.
In Oberhausen fand vom 10. Oktober 2019 bis 12. März 2020 eine Wiederaufnahme von Tanz der Vampire statt. Graf von Krolock wurde von Filippo Strocchi gespielt (10/2019 – 03/2020). Nachdem im Oktober 2019 bekannt wurde, dass Stage Entertainment sich aus dem Ruhrgebiet zurückzieht, war Tanz der Vampire die letzte Produktion im Metronom Theater.
Vom 5. Oktober 2021 bis 10. September 2023 wurde das Stück wieder in Stuttgart gespielt. Anlässlich des Jubiläums 25 Jahre Tanz der Vampire sang Bonnie Tyler am 13. Oktober 2022 als Zusatzzugabe mit Filippo Strocchi, dem Darsteller des Grafen von Krolock, ihren Welthit Total Eclipse of the Heart.
Vom 12. November 2023 bis zum 15. September 2024 war es im Hamburger Operettenhaus zu sehen.
- Stuttgart: Deutschlandpremiere: 31. März 2000, Derniere: 30. August 2003
- Hamburg: Premiere: 7. Dezember 2003, Derniere: 22. Januar 2006
- Berlin: Premiere: 10. Dezember 2006, Derniere: 30. März 2008
- Oberhausen: Premiere: 7. November 2008, Derniere: 31. Januar 2010
- Stuttgart: Premiere: 25. Februar 2010, Derniere: 16. Oktober 2011
- Berlin: Premiere: 14. November 2011, Derniere: 25. August 2013
- Tournee I (Berlin, München, Stuttgart, Hamburg, Köln, Berlin): Premiere: 24. April 2016, Derniere: 17. März 2019[9]
- Oberhausen: Premiere: 10. Oktober 2019, Derniere: 12. März 2020
- Stuttgart: Premiere: 5. Oktober 2021, Derniere: 10. September 2023
- Hamburg: Premiere: 12. November 2023, Derniere: 15. September 2024

| Tanz der Vampire Deutschland | Premierenbesetzung Stuttgart (2000) | Premierenbesetzung Hamburg (2003) | Premierenbesetzung Berlin (2006) | Premierenbesetzung Oberhausen (2008) | Premierenbesetzung Stuttgart (2010) | Premierenbesetzung Berlin (2011) | Premierenbesetzung Tournee I (2016)                                                                        | Premierenbesetzung Oberhausen (2019) | Premierenbesetzung Stuttgart (2021) | Premierenbesetzung Hamburg (2023) |
| ---------------------------- | ----------------------------------- | --------------------------------- | -------------------------------- | ------------------------------------ | ----------------------------------- | -------------------------------- | --- | ------------------------------------ | ----------------------------------- | --------------------------------- |
| Graf von Krolock             | Kevin Tarte                         | Thomas Borchert                   | Thomas Borchert                  | Jan Ammann                           | Jan Ammann                          | Drew Sarich                      | Mark Seibert (B), Thomas Borchert (M), Mathias Edenborn (S, H), David Arnsperger (K), Filippo Strocchi (B) | Filippo Strocchi                     | Filippo Strocchi                    | Rob Fowler                        |
| Sarah                        | Barbara Köhler                      | Jessica Kessler                   | Lucy Scherer                     | Nele-Liis Vaiksoo                    | Lucy Scherer                        | Amélie Dobler                    | Veronica Appeddu (B, M, S), Maureen Mac Gillavry (H, K), Diana Schnierer (B)                               | Diana Schnierer                      | Diana Schnierer                     | Kristin Backes                    |
| Professor Abronsius          | Werner Bauer                        | Werner Bauer                      | Veit Schäfermeier                | Gernot Kranner                       | Christian Stadlhofer                | Veit Schäfermeier                | Victor Petersen (B, M, S, H, K), Sebastian Brandmeir (B)                                                   | Luc Steegers                         | Luc Steegers                        | Till Jochheim                     |
| Alfred                       | Aris Sas                            | Frederik Wickerts                 | Alexander Klaws                  | Krisha Dalke                         | Krisha Dalke                        | Michael Heller                   | Tom van der Ven (B, M, S, H, K), Raphael Groß (B)                                                          | Raphael Groß                         | Raphael Groß                        | Vincent van Gorp                  |
| Chagal                       | James Sbano                         | Jerzy Jeszke                      | Ulrich Wiggers                   | Jerzy Jeszke                         | Jerzy Jeszke                        | Kai Hüsgen                       | Nicolas Tenerani (B, M, S), Jerzy Jeszke (H, K, B)                                                         | Nicolas Tenerani                     | Nicolas Tenerani                    | Oleg Krasovitskii                 |
| Rebecca                      | Anne Welte                          | Jan Merchant                      | Maike Katrin Merkel              | Heike Schmitz                        | Martine de Jager                    | Barbara Raunegger                | Yvonne Köstler (B, M, S, H, K), Dawn Bullock (B)                                                           | Marja Hennicke                       | Dawn Bullock                        | Carina Nopp                       |
| Magda                        | Maaike Schuurmans                   | Anna Thorén                       | Katja Berg                       | Linda Konrad                         | Linda Konrad                        | Goele de Raedt                   | Merel Zeeman (B, M, S), Sara Jane Checchi (H, K, B)                                                        | Anja Backus                          | Anja Backus                         | Anja Backus                       |
| Herbert                      | Thomas Mülner                       | Norbert Kohler                    | Haldor Laegreid                  | Florian Fetterle                     | Florian Fetterle                    | Marc Liebisch                    | Milan van Waardenburg (B, M, S), Christian Funk (H, K, B)                                                  | Charles Kreische                     | Jakub Wocial                        | Jonas Steppe                      |
| Koukol                       | Torsten Flach                       | Stefan Büdenbender                | Stefan Büdenbender               | Stefan Büdenbender                   | Stefan Büdenbender                  | Stefan Büdenbender               | Paolo Bianca (B, M, S, H, K), Arvid Johansson (B)                                                          | Lukas Löw                            | Lukas Löw                           | Alexander Ruttig                  |

### USA
Von Ende 2002 bis Anfang 2003 lief eine abgeänderte Fassung des Musicals unter dem Titel Dance of the Vampires am Broadway Minskoff Theater in New York.

### Weitere internationale Produktionen

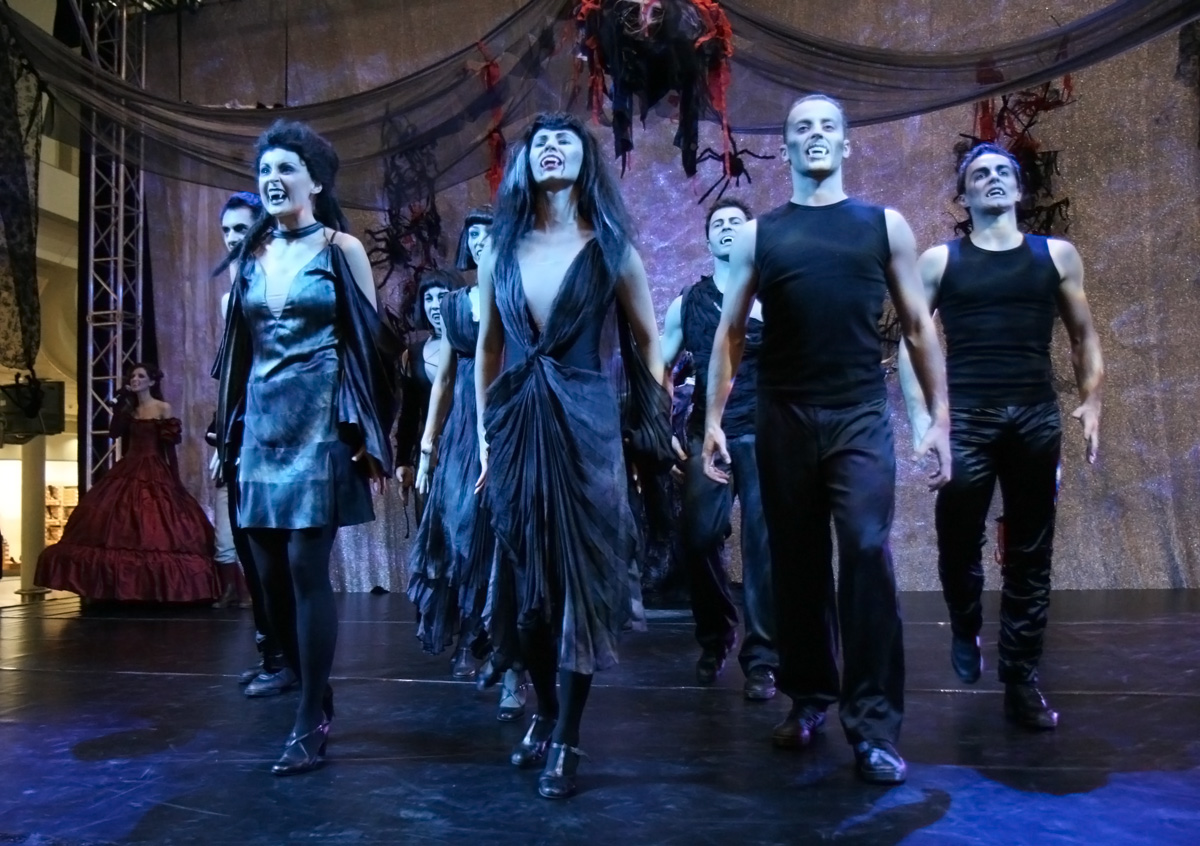
Finale der polnischen Produktion

Das Stück wurde bisher an folgenden internationalen Spielstätten aufgeführt:
 Estland:
- Tallinn: 2000 Tallinna Linnahall

 Polen:
- Warschau: 8. Oktober 2005 – 22. Oktober 2006 im Theater Roma

 Japan:
- Tokio: 7. Juli 2006 – 27. August 2006 im Imperial Theater
- Tokio: 5. Juli 2009 – 26. August 2009 im Imperial Theater
- Fukuoka: 2. September 2009 – 27. September 2009 im Hakata-za Theater
- Tokio: 27. November 2011 – 24. Dezember 2011 im Imperial Theater
- Osaka: 7. Januar 2012 – 12. Januar 2012 im Umeda Arts Theater

 Ungarn:
- Budapest: seit 30. Juni 2007 im Magyar Theater

 Belgien:
- Antwerpen: 9. September 2010 – 24. Oktober 2010 in der Stadsschouwburg

 Slowakei:
- Nitra: 5. Mai 2011 – 7. Mai 2011 Altes Theater Nitra

 Russland:
- Sankt Petersburg: 3. September 2011 – 31. Juli 2014 im Staatstheater der musikalischen Komödie
- Sankt Petersburg: 22. August 2016 – 2. Oktober 2016 im Staatstheater der musikalischen Komödie[10]
- Moskau: 29. Oktober 2016 – 1. Juli 2017 im MDM Theater
- Sankt Petersburg: 25. Mai 2018 – 21. Juli 2019 im Staatstheater der musikalischen Komödie

 Finnland:
- Seinäjoki: 10. September 2011 – 24. März 2012 im Stadttheater Seinäjoki
- Helsinki: 3. Februar 2016 – 2016 im Peacock Theater[11]

 Frankreich:
- Paris: 16. Oktober 2014 – 28. Juni 2015 im Theater Mogador

 Tschechien:
- Prag: 12. Februar 2017 – 10. Juni 2018 im GoJa Music Hall

 Schweiz:
- St. Gallen: von 19. Februar 2017 bis 28. Dezember 2017 im Theater St. Gallen

| Original Tallinn-Besetzung, 2000 | Original Tallinn-Besetzung, 2000 |
| -------------------------------- | -------------------------------- |
| Graf von Krolock                 | Jassi Zahharov                   |
| Sarah                            | Nele-Liis Vaiksoo                |
| Professor Abronsius              | Rostislav Kurjev                 |
| Alfred                           | Koit Toome                       |
| Chagal                           | Marko Matvere                    |
| Rebecca                          | Katrin Karisma                   |
| Magda                            | Kaire Vilgats                    |
| Herbert                          | Bert Pringil                     |
| Koukol                           | Lauri Liiv                       |

Als „Taniec Wampirów“ feierte das Musical am 8. Oktober 2005 im Roma Theater im polnischen Warschau seine Premiere.
| Original Warschau-Besetzung, 2005 | Original Warschau-Besetzung, 2005 |
| --------------------------------- | --------------------------------- |
| Graf von Krolock                  | Łukasz Dziedzic                   |
| Sarah                             | Malwina Kusior                    |
| Professor Abronsius               | Robert Rozmus                     |
| Alfred                            | Jakub Molęda                      |
| Chagal                            | Wojciech Paszkowski               |
| Rebecca                           | Grażyna Strachota                 |
| Magda                             | Dominika Szymańska                |
| Herbert                           | Jakub Wocial                      |
| Koukol                            | Jakub Szydłowski                  |

Am 7. Juli 2006 feierte die japanische Inszenierung im „Imperial Theater“ zu Tokio ihre Premiere.
| Original Tokyo-Besetzung, 2006 | Original Tokyo-Besetzung, 2006  |
| ------------------------------ | ------------------------------- |
| Graf von Krolock               | Yūichirō Yamaguchi              |
| Sarah                          | Chihiro Otsuka, Tamaki Kemmotsu |
| Professor Abronsius            | Masachika Ichimura              |
| Alfred                         | Yohei Izumi, Kenji Urai         |
| Chagal                         | Masahiro Sato                   |
| Rebecca                        | Satomi Achiwa                   |
| Magda                          | Yuko Miyamoto                   |
| Herbert                        | Keigo Yoshino                   |
| Koukol                         | Hajime Komada                   |

Im Juli 2007 feierte die ungarische Produktion des Musicals in Budapest unter dem Namen „Vámpírok bálja“ Premiere.
| Original Budapest-Besetzung, 2007 | Original Budapest-Besetzung, 2007                    |
| --------------------------------- | ---------------------------------------------------- |
| Graf von Krolock                  | Egyházi Géza, Nagy Sándor, Feke Pál                  |
| Sarah                             | Andrádi Zsanett, Kovács Nikoletta, Nádorfi Krisztina |
| Professor Abronsius               | Jegercsik Csaba, Sándor Dávid                        |
| Alfred                            | Sánta László, Héger Tibor, Szemenyei János           |
| Chagal                            | Pavletits Béla, Bot Gábor                            |
| Rebecca                           | Dobos Judit, Urbanovits Krisztina                    |
| Magda                             | Kecskés Tímea, Balogh Anna, Stróbel Dóra             |
| Herbert                           | Pirgel Dávid, Posta Victor, Kamarás Máté             |
| Koukol                            | Farkas Gábor Attila, Balog János                     |

Ab September 2010 war das Musical in der Stadsschouwburg in Antwerpen zu sehen.
| Original Antwerpen-Besetzung, 2010 | Original Antwerpen-Besetzung, 2010 |
| ---------------------------------- | ---------------------------------- |
| Graf von Krolock                   | Hans Peter Janssens                |
| Sarah                              | Anne Van Opstal                    |
| Professor Abronsius                | Sébastien De Smet                  |
| Alfred                             | Niels Jacobs                       |
| Chagal                             | Frank Hoelen                       |
| Rebecca                            | Lulu Aertgeerts                    |
| Magda                              | Goele De Raedt                     |
| Herbert                            | Michaël Zanders                    |
| Koukol                             | James Cooke                        |

Am 10. September 2011 wurde das Musical im Stadttheater Seinäjoki in Finnland erstmals aufgeführt.
| Finnische Premierenbesetzung, 2011 | Finnische Premierenbesetzung, 2011 |
| ---------------------------------- | ---------------------------------- |
| Graf von Krolock                   | Jyri Lahtinen                      |
| Sarah                              | Raili Raitala                      |
| Professor Abronsius                | Esa Ahonen                         |
| Alfred                             | Ville Salonen                      |
| Chagal                             | Heikki Vainionpää                  |
| Rebecca                            | Leena Rousti                       |
| Magda                              | Anne Vihelä                        |
| Herbert                            | Jouko Enkelnotko                   |
| Koukol                             | Antti Railio                       |

Am 3. September 2011 wurde die Uraufführung des Musicals in Russland, St. Petersburg, unter dem Namen „Бал вампиров“ aufgeführt.
| Tanz der Vampire Russland | Premierenbesetzung St. Petersburg (2011) | Premierenbesetzung St. Petersburg (2016) | Premierenbesetzung Moscow (2016) | Premierenbesetzung St. Petersburg (2018) | Premierenbesetzung St. Petersburg (2021) |
| ------------------------- | ---------------------------------------- | ---------------------------------------- | -------------------------------- | ---------------------------------------- | ---------------------------------------- |
| Graf von Krolock          | Ivan Ozhogin                             | Ivan Ozhogin                             | Ivan Ozhogin                     | Ivan Ozhogin                             | Ivan Ozhogin                             |
| Sarah                     | Elena Gazaeva                            | Elena Gazaeva                            | Irina Vershkova                  | Aleksandra Kasparova                     |                                          |
| Professor Abronsius       | Andrej Matwejew                          | Andrej Matwejew                          | Andrej Birin                     | Andrej Matwejew                          |                                          |
| Alfred                    | Georgij Nowizkij                         | Igor Krol                                | Aleksandr Kazmin                 | Ruslan Dawidenko                         |                                          |
| Chagal                    | Konstantin Kitanin                       | Aleksandr Sukhanov                       | Aleksandr Sukhanov               | Oleg Krasowizkij                         |                                          |
| Rebecca                   | Manana Gogitidze                         | Manana Gogitidze                         | Manana Gogitidze                 | Manana Gogitidze                         |                                          |
| Magda                     | Natalija Bogdanis                        | Nataliya Dievskaya                       | Agata Vavilova                   | Nataliya Dievskaya                       |                                          |
| Herbert                   | Kirill Gordeev                           | Kirill Gordeev                           | Kirill Gordeev                   | Kirill Gordeev                           | Kirill Gordeev                           |
| Koukol                    | Aleksandr Tschubatyj                     | Anton Moschetschkow                      | Leonid Schadrin                  | Anton Moschetschkow                      |                                          |

Am 16. Oktober 2014 fand die Premiere in französischer Sprache am Pariser Theater Mogador unter dem Titel Le Bal des vampires statt.
| Frankreich Premierenbesetzung 2014 | Frankreich Premierenbesetzung 2014 |
| ---------------------------------- | ---------------------------------- |
| Graf von Krolock                   | Stéphane Métro                     |
| Sarah                              | Rafaëlle Cohen                     |
| Professor Abronsius                | David Alexis                       |
| Alfred                             | Daniele Carta Mantiglia            |
| Chagal                             | Pierre Samuel                      |
| Rebecca                            | Solange Milhaud                    |
| Magda                              | Moniek Boersma                     |
| Herbert                            | Sinan Bertrand                     |
| Koukol                             | Guillaume Geoffroy                 |

Am 12. Februar 2017 fand die Premiere in tschechische Sprache unter dem Titel Ples Upírů statt.
| Tschechien Besetzung 2017 | Tschechien Besetzung 2017             |
| ------------------------- | ------------------------------------- |
| Graf von Krolock          | Marian Vojtko, Bohuš Matuš            |
| Sarah                     | Natálie Grossová, Michaela Gemrotová  |
| Professor Abronsius       | Pavel Vítek, Petr Matuszek, Jan Urban |
| Alfred                    | Michal Bragagnolo, Lukáš Randák       |
| Chagal                    | Jiří Zonyga, Bronislav Kotiš          |
| Rebecca                   | Magda Malá, Renáta Podlipská          |
| Magda                     | Michaela Nosková, Elis Ochmanová      |
| Herbert                   | Tomáš Vaněk, Laco Hudec-Šubrt         |
| Koukol                    | Jindřich Nováček, Tomáš Kobr          |

Am 19. Februar 2017 fand die Premiere der ersten Neuinszenierung im Theater St. Gallen statt.
| St. Gallen Premierenbesetzung 2017 | St. Gallen Premierenbesetzung 2017 |
| ---------------------------------- | ---------------------------------- |
| Graf von Krolock                   | Thomas Borchert                    |
| Sarah                              | Mercedesz Csampai                  |
| Professor Abronsius                | Sebastian Brandmeir                |
| Alfred                             | Tobias Bieri                       |
| Chagal                             | Jerzy Jeszke                       |
| Rebecca                            | Anja Wessel                        |
| Magda                              | Sanne Mieloo                       |
| Herbert                            | Christian Funk                     |
| Koukol                             | Thomas Huber                       |

## Diskografie
- 1998 Tanz der Vampire – Die Höhepunkte der Welt-Uraufführung
- 1998 Tanz der Vampire – Gesamtaufnahme – Uraufführung
- 2005 Castalbum der polnischen Produktion
- 2006 Castalbum der japanischen Produktion
- 2007 Castalbum der ungarischen Produktion
- 2007 10 Jahre Tanz der Vampire – Das Jubiläumskonzert
- 2010 Tanz der Vampire – Gesamtaufnahme Live – Neue Wiener Fassung
- 2010 Castalbum der belgischen Produktion
- 2017 Castalbum der russischen Produktion
- 2018 20 Jahre Tanz der Vampire – Das Musical – Die 3 Grafen
- 2023 Tanz der Vampire – Graf von Krolock – EP